# Psychotria pseudopavetta
Psychotria pseudopavetta là một loài thực vật có hoa trong họ Thiến thảo. Loài này được Bello miêu tả khoa học đầu tiên năm 1881.